# Павлидис, Иоаннис
Иоа́ннис Павли́дис (греч. Ιωάννης Παυλίδης, англ. Ioannis Pavlidis) — американский учёный-биолог греческого происхождения, профессор Хьюстонского университета (UH), основатель и директор лаборатории вычислительной физиологии при UH (с 2002 года). Член Ассоциации вычислительной техники, Института инженеров электротехники и электроники, а также Технической палаты Греции. Имеет h-индекс, равный 53, и был процитирован более 10 000 раз.

## Биография

### Образование
Окончил кафедру электротехники Фракийского университета имени Демокрита (Ксанти, Восточная Македония и Фракия, Греция) со степенью бакалавра наук «с наибольшим почётом» (1987), кафедру робототехники и автоматизации Имперского колледжа Лондона (Великобритания) со степенью магистра наук (1989), кафедру информатики Миннесотского университета (Миннеаполис, США) со степенями магистра наук (1995) и доктора философии (1996).

### Карьера
1994—1996: научный сотрудник, Миннесотский университет.
1996—1997: научный сотрудник, Honeywell Laboratories.
1997—1999: старший научный сотрудник, Honeywell Laboratories.
1999—2001: главный научный сотрудник, Honeywell Laboratories.
2001—2002: старший главный научный сотрудник (Senior Principal Research Scientist), Honeywell Laboratories.
2002—2006: ассоциированный профессор, департамент информатики, Хьюстонский университет.
С 2006 года: профессор (с октября — именной), департамент информатики, Хьюстонский университет.
Автор многочисленных научных статей, а также рецензент в таких научных журналах как «Computer Vision and Image Understanding», «IEEE Robotics and Automation Magazine», «IEEE Transactions on Affective Computing», «IEEE Transactions on Biomedical Engineering», «IEEE Transactions on Fuzzy Systems», «IEEE Transactions on Pattern Analysis and Machine Intelligence», «Machine Vision and Applications», «Medical Image Analysis», «Pattern Recognition Letters», «Physiology & Behavior», «PLOS One» и др.

## Научно-исследовательские интересы
Физиологические основы поведения человека, человеко-компьютерное взаимодействие, мобильные компьютерные среды, медицинская визуализация.

## Патенты
- Imaging facial signs of neuro-physiological responses (2013)
- Cooperative camera network (2006)
- Controlled environment thermal image detection system and methods regarding same (2006)
- System and method using thermal image analysis and slope threshold classification for polygraph testing (2006)
- Near-infrared disguise detection (2006)
- Near-infrared method and system for use in face detection (2006)
- Detection system and method using thermal image analysis (2006)
- System and method using thermal image analysis for polygraph testing (2005)
- Near-IR human detector (2004)
- Near-infrared disguise detection (2004)
- Near-IR human detector (2002)[3]